# Dorcadion apicerufum
Dorcadion apicerufum là một loài bọ cánh cứng trong họ Cerambycidae.